# Lee Barron (homme politique)
Lee Jason Barron est un syndicaliste et un homme politique du Parti travailliste britannique qui est député de Corby et East Northamptonshire depuis 2024.

## Jeunesse et carrière
Lee grandit dans une famille de la classe ouvrière à Far Cotton, Northampton, et fréquente l'école primaire Delapre.
Lee quitte l'école à 16 ans pour suivre un apprentissage chez Royal Mail en tant qu'employé des postes. Il est ensuite secrétaire régional des Midlands du Syndicat des travailleurs des communications (CWU).
Après avoir travaillé pour le CWU, Lee devient secrétaire régional des Midlands pour le Trade Union Congress (TUC).
Lee est également magistrat à Northampton depuis plus de 20 ans,.

## Carrière politique
Barron est un ancien conseiller municipal de Northampton et, pendant cette période, il est le chef du groupe travailliste local.
En 2012, Barron est sélectionné comme candidat travailliste pour l'élection du commissaire de police, d'incendie et de criminalité du Northamptonshire, mais se retire après avoir été pris au dépourvu par un changement de règle qui le rend, ainsi que de nombreux autres candidats, inéligibles,.
Le 4 juillet 2024, Barron est élu député de Corby et East Northamptonshire, transformant la majorité de 10 268 voix  du conservateur sortant Tom Pursglove en sa propre majorité de 6 331 voix,.